# فرانك هيوز
فرانك هيوز (بالإنجليزية: Frank John Hughes)‏ (و. 1967 – م) هو كاتب سيناريو، ومنتج أفلام، وممثل تلفزيوني، وممثل أفلام، وممثل، من الولايات المتحدة الأمريكية، ولد في مدينة نيويورك.

## وصلات خارجية
- فرانك هيوز على موقع IMDb (الإنجليزية)
- فرانك هيوز على موقع ألو سيني (الفرنسية)
- فرانك هيوز على موقع أول موفي (الإنجليزية)
- فرانك هيوز على موقع قاعدة بيانات الأفلام السويدية (السويدية)
- فرانك هيوز على موقع قاعدة بيانات الفيلم (الإنجليزية)
- فرانك هيوز على موقع كينوبويسك (الروسية)